# Stachys riederi
Stachys riederi là một loài thực vật có hoa trong họ Hoa môi. Loài này được Cham. miêu tả khoa học đầu tiên năm 1831.

## Hình ảnh

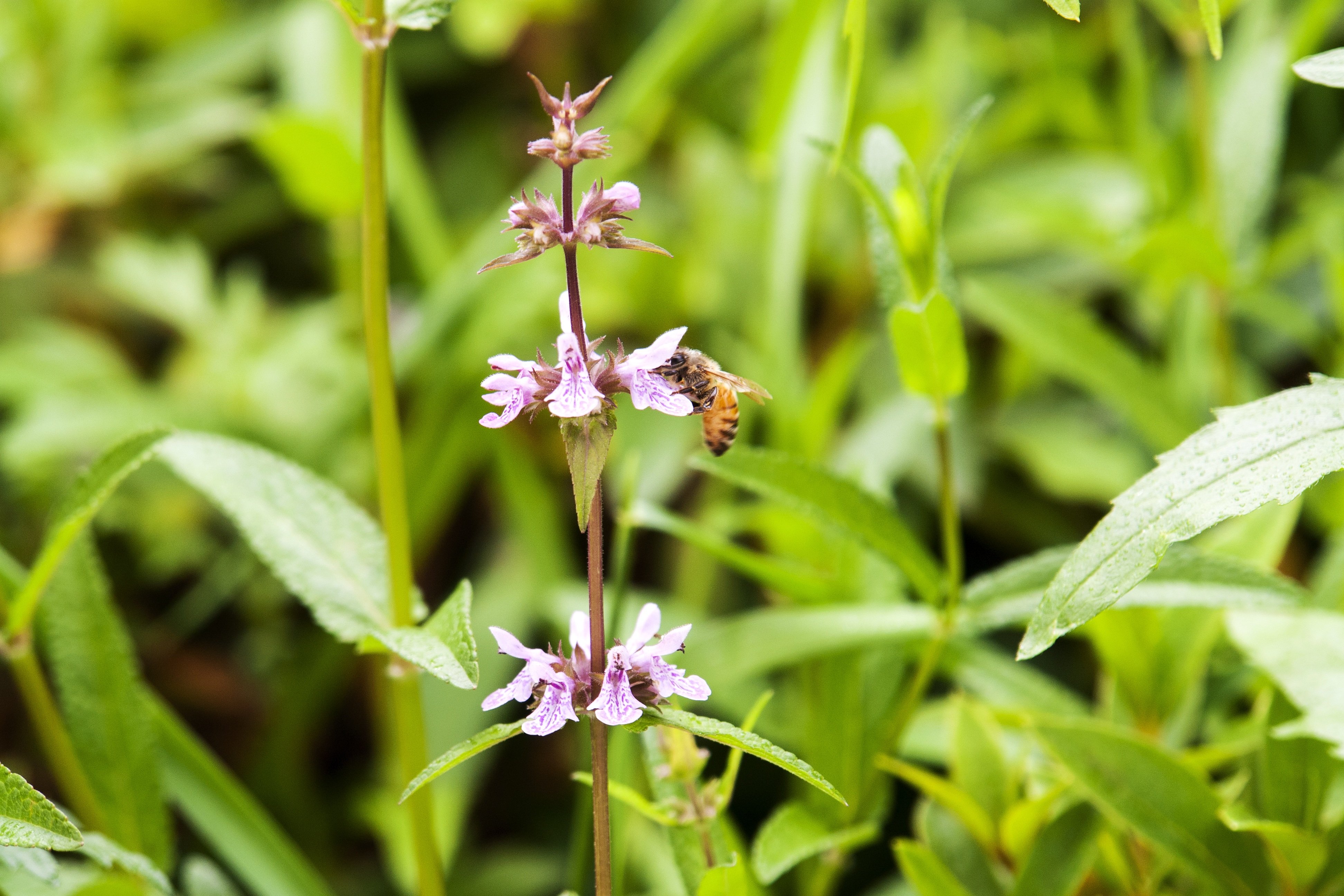
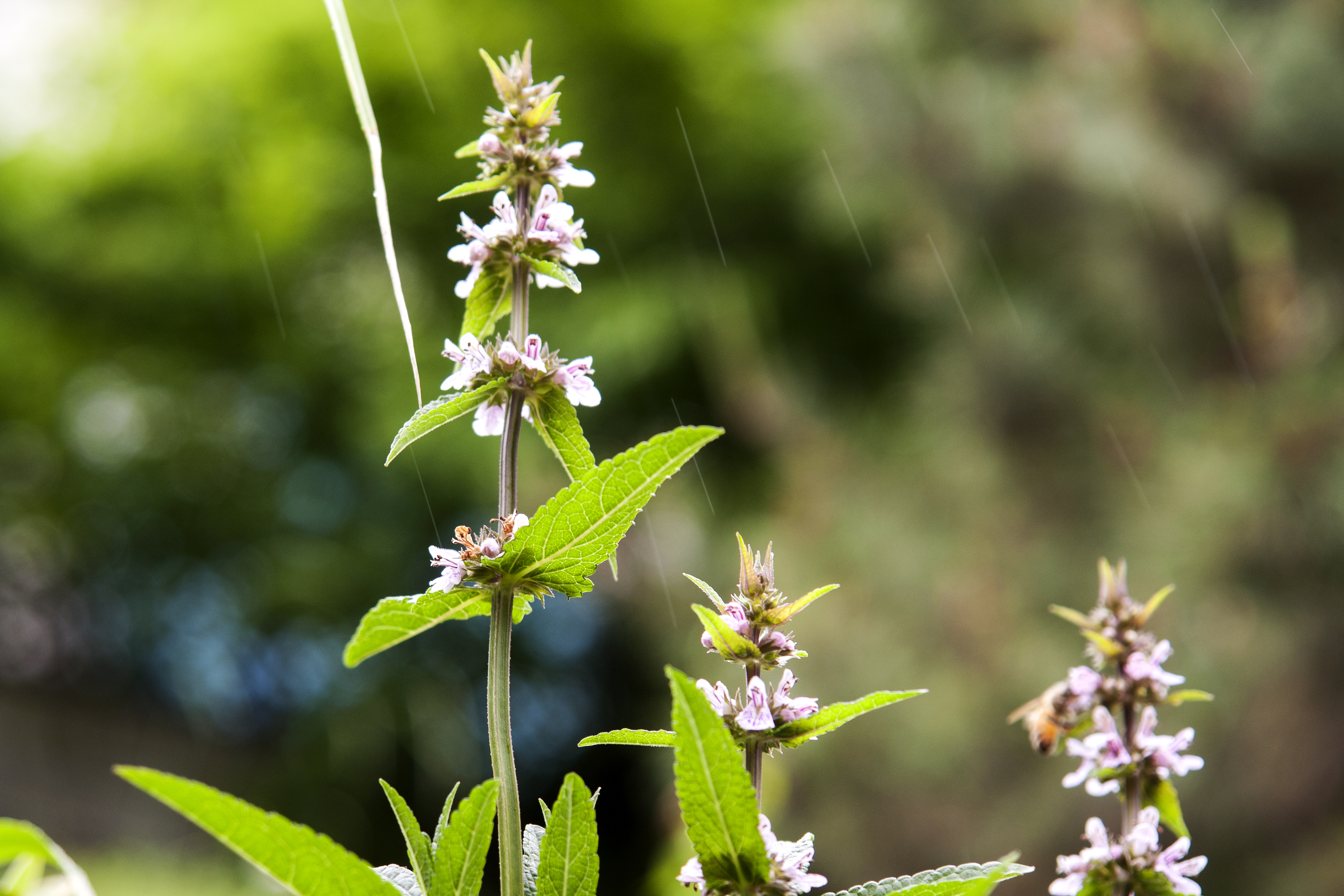
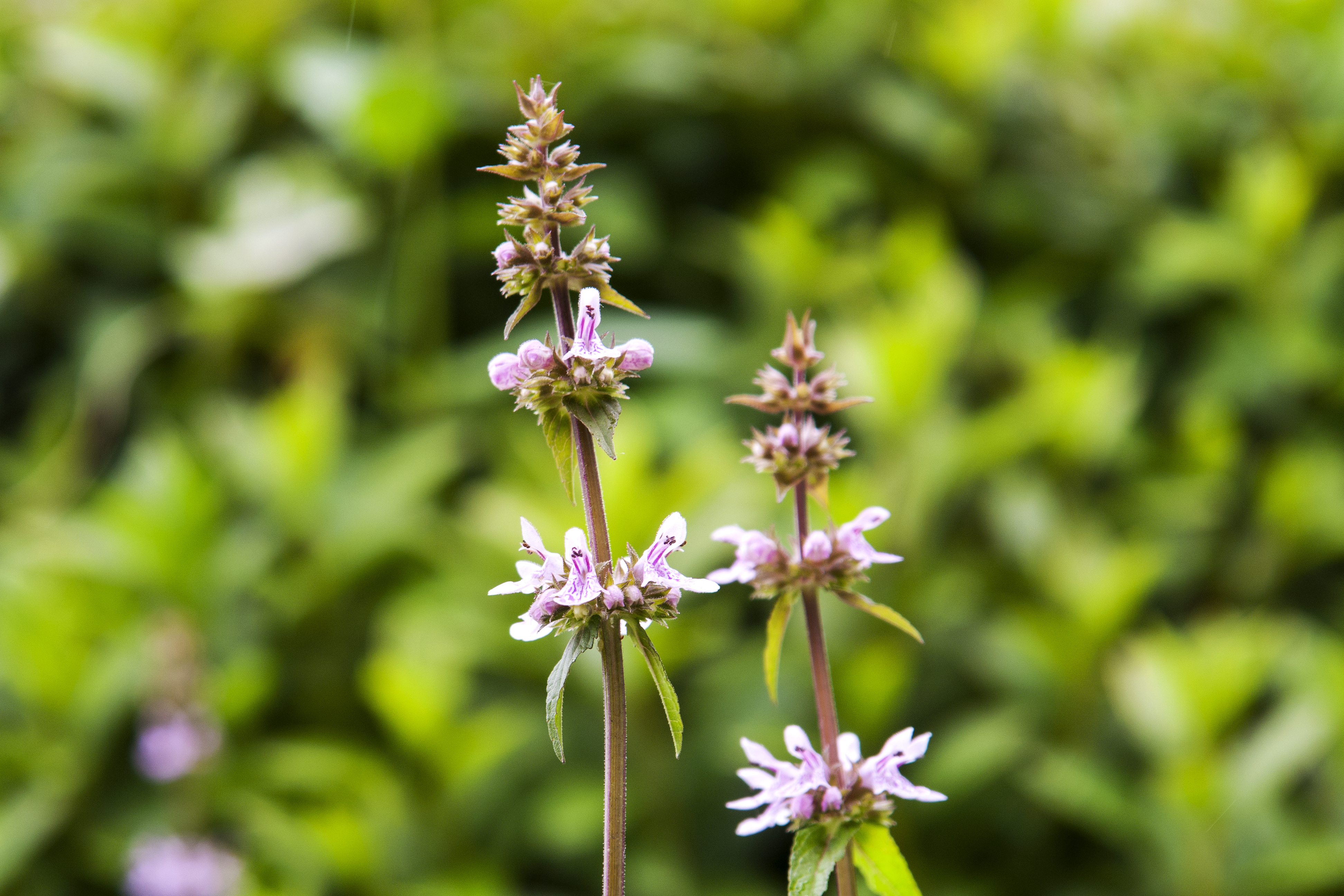